# Vernou-en-Sologne
Vernou-en-Sologne település Franciaországban, Loir-et-Cher megyében. Lakosainak száma 557 fő (2022. január 1.). Vernou-en-Sologne Bauzy, Courmemin, Millançay, Montrieux-en-Sologne, Neung-sur-Beuvron és Veilleins községekkel határos.

## Népesség
A település népessége az elmúlt években az alábbi módon változott:
| Lakosok száma | 621  | 502  | 543  | 572  | 609  | 618  | 624  | 631  | 606  | 557  |
|               | 1968 | 1982 | 1990 | 2006 | 2013 | 2015 | 2017 | 2019 | 2020 | 2022 |